# スケッチ (嵐の曲)
「スケッチ」は、嵐の楽曲ならびに応募当選CD。2004年に当選者に送られた。
規格品番はATOK-01。

## 概要
2004年の嵐結成5周年記念の企画の抽選に応募した人のなかから100名にだけ送られたプレゼントのひとつである。プレゼントはそのCDのほかに、相葉と大野がデザインしたTシャツもあった。作詞は二宮と櫻井。作曲は二宮。CDジャケットのデザインは松本。
2004年に嵐が、『24時間テレビ』のメインパーソナリティーを務めた際に、相葉がメンバーに宛てた手紙を読んだ実際の声が、そのまま曲の一部になっている。ファンへの感謝と、嵐自身の絆をストレートに歌っている。
また、曲のラップのなかに、さまざまな嵐の楽曲のラップの一部が取り入れられている。
(例:いついつまでも I wanna be w/u=「ALL or NOTHING」のラップの一部)
2006年の櫻井のソロコンサート（ソロコンサートでは櫻井がハーモニカを吹くなどオリジナルバージョンとなっている）と、2007年の嵐のコンサートツアー『ARASHI SUMMER TOUR 2007 Time -コトバノチカラ-』の京セラドーム公演で披露された。コピーコントロールCDであり、嵐の作品でCCCD仕様のものは本作のみである。
2012年の9月20、21日に国立競技場で開催されるアラフェスの開催を記念し、「ウラ嵐マニア」を発売（ただし、J Stormのホームページで予約した人のみ）。そのアルバムに収録された。
2012年の9月20、21日の国立競技場で開催されたアラフェスでの「オレフェス」というコーナーで披露された。
この映像はDVD『ARASHI アラフェス NATIONAL STADIUM 2012』に収録されている。
2021年7月16日にデジタルリリースされた「ウラ嵐BEST」に収録された。
当選者へ送られたCDと後に収録されたアルバムではイントロや曲中のスクラッチなどが微妙に異なる。
不法で複製される事件が起こったことがある。また、関係者と思われる者が当該作品の一般販売されていないレコード盤をヤフオクに販売するということがあった。

## 収録曲
1. スケッチ
作詞：二宮和也・櫻井翔、作曲：二宮和也、編曲：ha-j・櫻井翔・二宮和也

## 収録アルバム
- ウラ嵐マニア
- ウラ嵐BEST 1999-2007